# Déimaque de Platées l'ancien
Pour les articles homonymes, voir Déimaque.
Déimaque (en grec ancien Δαίμαχος ou Δηίμαχος) est un historien grec du IVe siècle av. J.-C. natif de la cité béotienne de Platées. Il doit être distingué de son homonyme auteur d'une Indica dans la première moitié du IIIe siècle av. J.-C.

## Biographie
Il s'agit d'un auteur obscur dont seuls nous sont parvenus quelques fragments rassemblés par Felix Jacoby, FGrH 65. Dans un ouvrage historique dont le nom ne nous est pas parvenu, il aborde des thèmes mythologiques et s'intéresse aux Sept Sages.
Sa datation est déduite du témoignage d'Eusèbe de Césarée qui fait de Déimaque une des sources que l'historien Éphore de Cumes a plagié.
Sous le nom de Deimaque apparaissent également deux autres œuvres : 
- un Manuel de Poliorcétique, cité par Athénée le Mécanicien et par Étienne de Byzance[5];
- un Sur la piété cité par Plutarque.

Jacoby attribue à Deimaque l'ancien ces deux ouvrages, mais l'attribution à son homonyme du IIIe siècle av. J.-C. semble plus vraisemblable.

## LesHelléniques d'Oxyrhynchos
Jacoby propose de voir Déimaque comme l'auteur, anonyme, des Helléniques d'Oxyrhynchos, sur la base de deux arguments :
a) le papyrus montre un intérêt particulier pour la Béotie, ce qui suggère un historien local ;
b) Déimaque est une des sources d'Ephore, qui écrit la suite de l'histoire de Thycidide ; or les fragments d'Ephore montrent sa connaissance de la Béotie et de la bienveillance son égard.
Cette hypothèse a cependant été remise en cause, d'une part par l'existence d'autres historiens béotiens ayant traités cette période, comme Dionysodore et Anaxis (cités par DIodore, XV.95.4), et d'autre part, l'auteur anonyme fait preuve d'objectivité et d'impartialité vis-à-vis de la Béotie, ce qui ne justifie donc pas une origine béotienne de l'auteur.